# Steinkirche Cazis

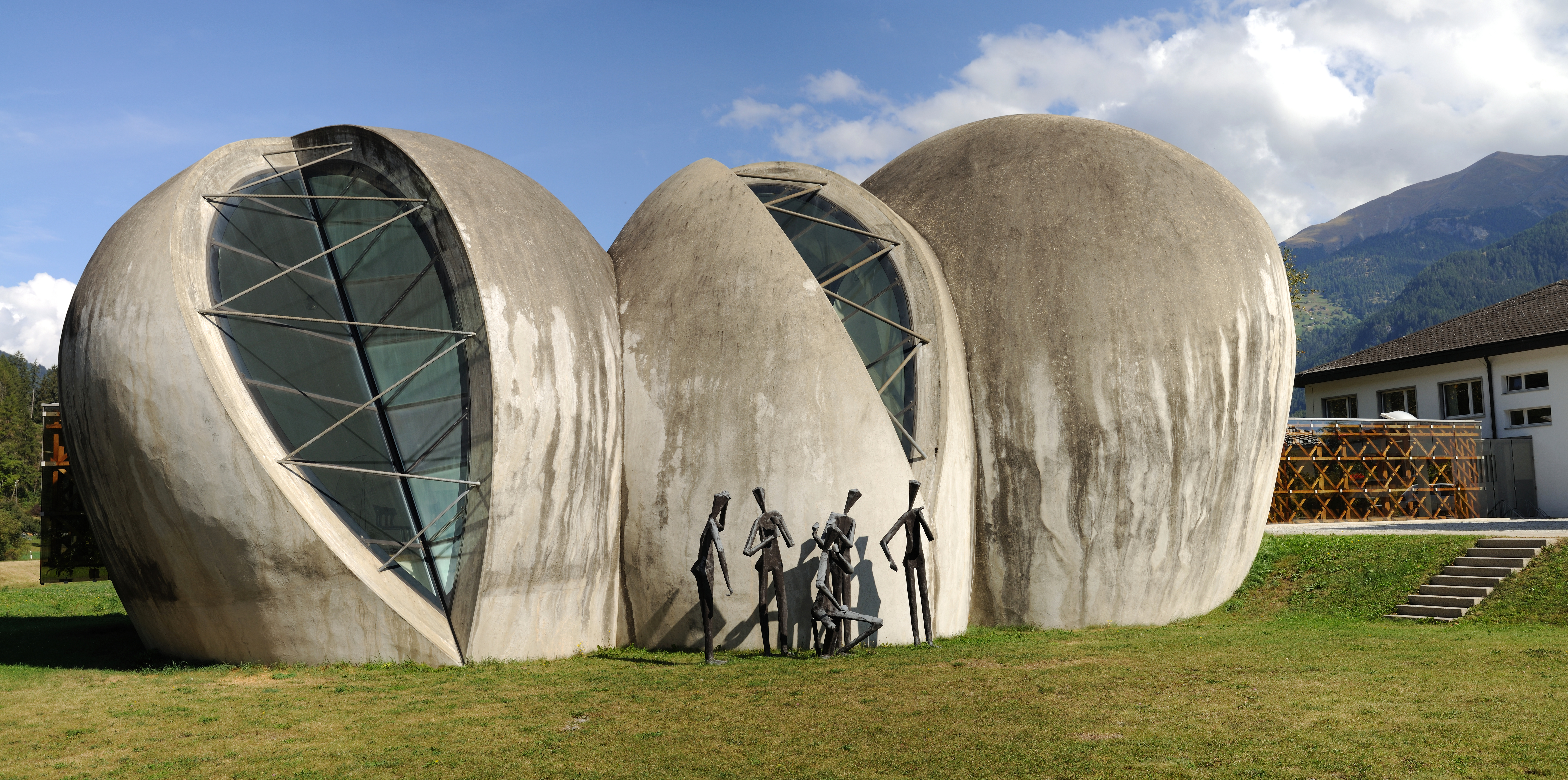
Steinkirche von Süden

Die Steinkirche in Cazis ist die Kirche der evangelischen Kirchgemeinde von Cazis am Heinzenberg im schweizerischen Kanton Graubünden.

## Vorgeschichte
Die evangelische Kirchgemeinde in Cazis wurde erst im Jahr 1968 als jüngste Kirchgemeinde im Kolloquium III Nid dem Wald gegründet. Anlässlich der Gründung wurde ein Pfarrhaus mit einem kleinen integrierten Kirchgemeindesaal gebaut. Gleichzeitig wurde für einen späteren Kirchenbau Land aus dem Besitz des benachbarten Dominikanerinnenklosters erworben.
Grössere Gottesdienste fanden im benachbarten Thusis oder in der katholischen Pfarrkirche statt. Aufgrund der steigenden Mitgliederzahlen stieg das Bedürfnis nach einer eigenen Kirche.
1994 wurden erste Studienaufträge für einen Kirchenneubau in Auftrag gegeben. Gemäss Raumprogramm sollte die Kirche etwa 240 Personen Platz bieten und in drei einzelne Räume unterteilt werden können. Im März 1995 wurde aus den sieben eingereichten Arbeiten das Projekt des Architekten Werner Schmidt aus dem bündnerischen Trun als Gewinner ausgewählt.

## Projekt

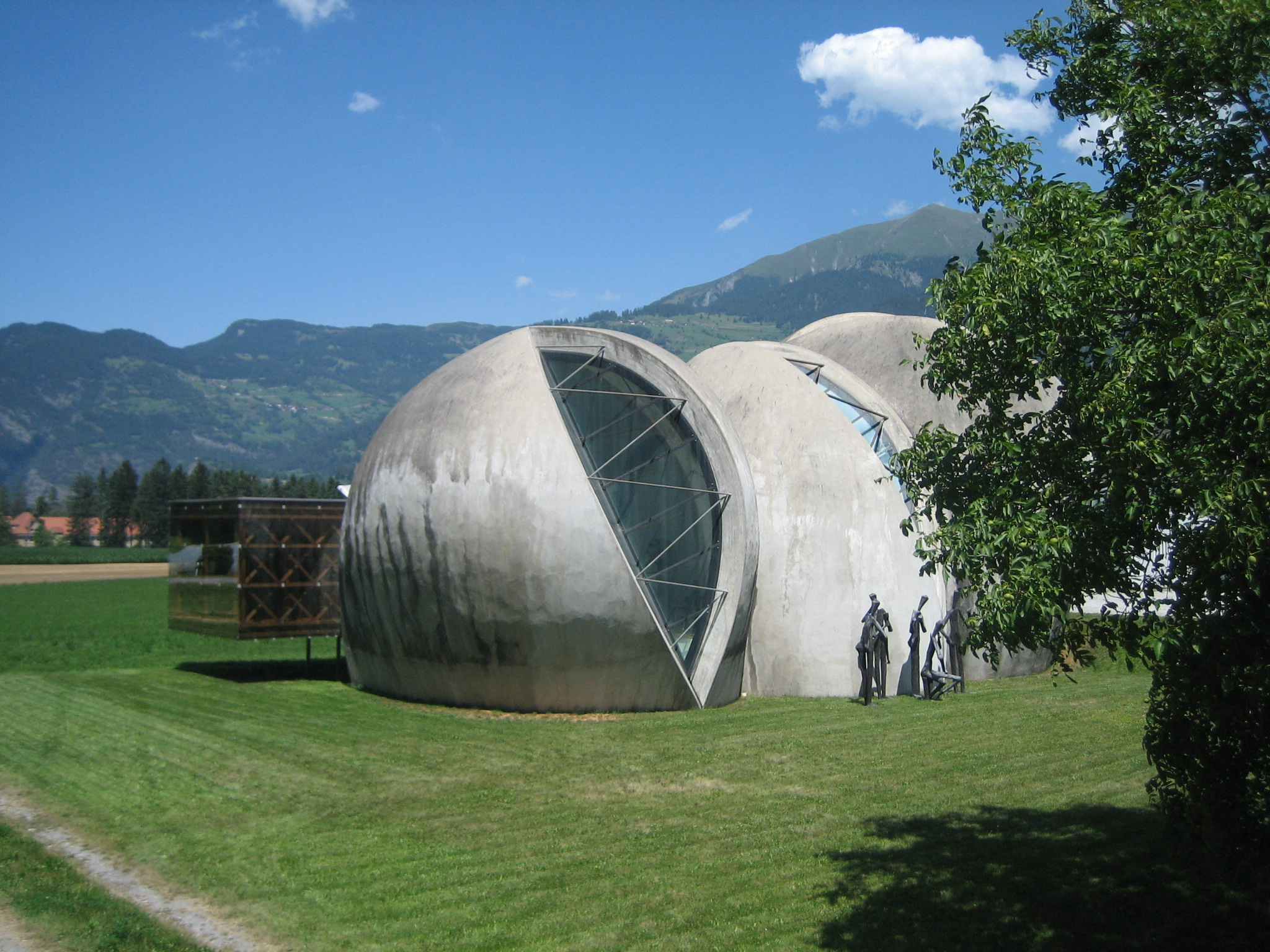
Steinkirche

Das Projekt sah drei runde, steinförmige Baukörper vor, die durch versenkbare Wände voneinander getrennt werden können. Ein Verbindungstrakt sollte die Verbindung zum bestehenden Pfarrhaus herstellen. Gleichzeitig sollte er die Sakristei und Toilettenräume enthalten. Neben der Kirche sollte ein freistehender Turm gebaut werden.
Jury, Kirchgemeinde und Pfarrer konnten von diesem unkonventionellen Projekt überzeugt werden und im März 1996 wurde das Projekt von der Kirchgemeindeversammlung genehmigt. Der Baukredit betrug 3,9 Millionen Franken, die je zur Hälfte durch einen Beitrag aus der kantonalen Kirchenkasse und durch den Verkauf von Bauland gedeckt werden sollten.

## Bau

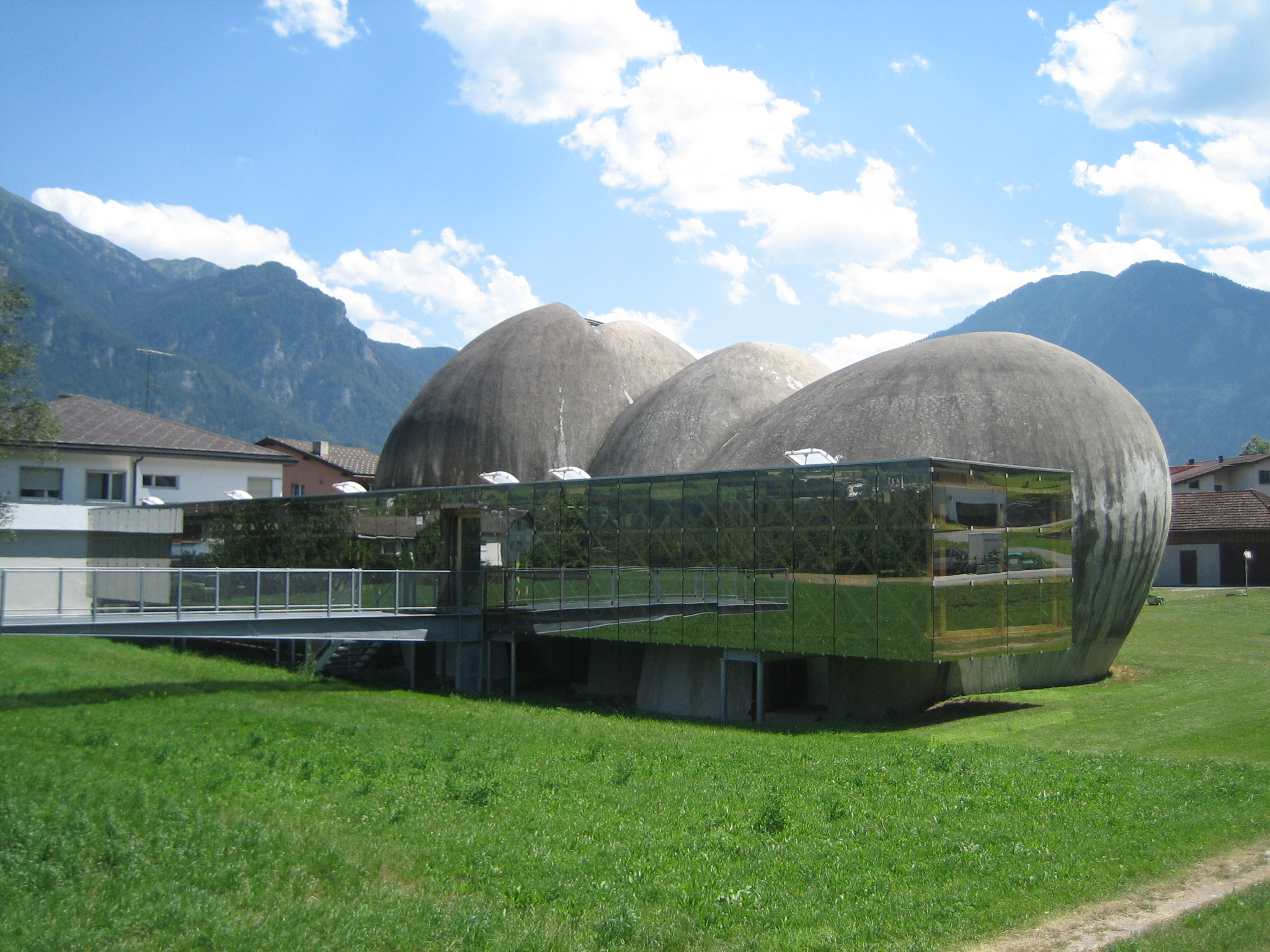
Rückseite

Bereits im kommenden Monat, im April 1996 wurde mit dem Rohbau begonnen. Als Spezialist für Schalenbau wurde Heinz Isler aus Burgdorf beigezogen. 108 verschiedene Holzelemente wurden hergestellt, die wie Schnitze einer Orange auf ein Fundament gestellt, mit einem feinmaschigen Metallgitter überzogen und anschliessend mit Spritzbeton beschichtet wurden, bis eine Dicke von ca. 15 Zentimetern erreicht war. Die einzelnen eiförmigen Teile wurden mit Stahlverstrebungen miteinander verbunden.
Im November wurde das Richtfest gefeiert und schon im April 1997 war der Rohbau vollendet. Auf den Bau des Turmes musste aus finanziellen Gründen vorläufig verzichtet werden.
Im Januar 1998 wurde mit einer provisorischen Heizung die Kirche noch als Baustelle in Betrieb genommen. Mit einem neuen Architekten, Diederik Peper aus Chur, wurde der Innenausbau vollendet und der Verbindungstrakt aus Holz und (verspiegeltem) Glas erstellt.
Im Januar 2002 wurde die Kirche mit einem Festgottesdienst von Pfarrer Roland Härdi eingeweiht, der damit gleichzeitig seine Tätigkeit als Pfarrer beendete. Die Truhenorgel wurde aus dem alten Kirchsaal übernommen und in der Steinkirche aufgestellt. Das Instrument wurde von Orgelbau Felsberg mit vier Registern im Jahr 1975 erbaut.
Die Skulpturen vor der Kirche stammen von Daniel Grass aus Zizers.

### Rechtsstreit
Die heutige Baugestalt widerspricht dem ursprünglichen Entwurfsgedanken von Werner Schmidt, den Verbindungstrakt als Kontrast zu den schweren "Steinen" als leichten, durchsichtigen Riegel erscheinen zu lassen. Der Riegel sollte die fliessende Verbindung der Kirche in die Natur sein. Dagegen klagte Architekt Werner Schmidt. Das Kantonsgericht Graubünden bestätigte 2007, dass sein Urheberrecht verletzt wurde. Der von Schmidt verlangte Abbruch des Seitenflügels erachteten die Gerichte hingegen als unverhältnismässig. Als Strafe muss die evangelische Kirchgemeinde in mehreren Zeitungen und Fachpublikationen ihre Urheberrechtsverletzung in Form von Inseraten bekanntgeben und einen Teil der Verfahrenskosten zahlen. Architekt Werner Schmidt wurde eine Prozessentschädigung von CHF 8000 zugesprochen. Eine gegen das Urteil des Kantonsgerichts Graubünden erhobene Beschwerde in Zivilsachen wurde vom Bundesgericht 2009 abgewiesen, soweit darauf eingetreten wurde.

## Innenraum
Im Inneren des sehr hellen Kirchenraumes gibt es bewusst kein Vorne und kein Hinten, jeder Punkt des Innenraums kann sowohl vorne als auch hinten im Gebäude sein. Jeder Besucher soll sich selbst seinen persönlichen Standpunkt verschaffen und dadurch zu einem eigenen Blickwinkel auf Gott und die Mitmenschen kommen.
Die Anlage der Fenster sollen das Thema das Blickwinkels noch verstärken: Das östliche Fenster ist gegen den Himmel gerichtet, das mittlere zum Horizont und das westliche zur Strasse und damit zu den Menschen. Der Blick aus den Fenstern zieht dadurch gleichsam eine Linie vom Himmel zu den Menschen.